# Miami Women's Club
Miami Women's Club  es un edificio histórico ubicado en Miami, Florida.  Miami Women's Club se encuentra inscrito  en el Registro Nacional de Lugares Históricos desde el 27 de diciembre de 1974.  

## Ubicación
Miami Women's Club se encuentra dentro del condado de Miami-Dade en las coordenadas 25°47′30″N 80°11′10″O / 25.791667, -80.186111.